# Columbia Heights (stanice metra ve Washingtonu)
Columbia Heights je stanice Washingtonského metra.
Nachází se na zelené lince v severní části sítě, na území metropole Washington, D. C. Je jednolodní, s jedním výstupem a jedním ostrovním nástupištěm. 17. listopadu 2005 zde došlo k nehodě, jeden člověk zde zahynul při pádu do kolejiště. Stanice je v provozu od 18. září 1999.